# Departe de patrie
Departe de patrie (titlul original: în rusă Вдали от Родины) este un film dramatic sovietic, realizat în 1960 de regizorul ucrainean Aleksei Șvaciko, după romanul Singur printre dușmani („И один в поле воин”), al scriitorului Iuri Dold-Mihailik, protagoniști fiind actorii Vadim Medvedev, Zinaida Kirienko, Olga Vikland și Vsevolod Aksionov. 

## Rezumat
Ofițerul de informații sovietic, locotenentul Goncearenko, sub numele de baron Heinrich von Goldring, a fost parașutat în spatele liniilor germane cu sarcina de a descoperi unde se află o fabrică secretă subterană care produce noi tipuri de arme pentru nemți. Curajosul cercetaș reușește nu numai să obțină toate informațiile necesare, ci și să stabilească contactul cu rezistența franceză și să-l ajute pe celebrul proiectant Eduard Strong, arestat de naziști, să scape.

## Distribuție
- Vadim Medvedev – Heinrich von Goldring, locotenentul Goncearenko
- Zinaida Kirienko – Monica Tarval
- Olga Vikland – doamna Tarval, gazda, mama Monicăi
- Vsevolod Aksionov – Willi Bertgold
- Mihail Kozakov – căpitanul Zaugel (ca М. Каzakov)
- Agnia Elekoeva – Liudvina Dekok
- Boris Dmohovski – maiorul Kubis
- Maria Kapnist – doamna Diuval
- Mihail Belousov – Eduard Strong, proiectant de arme
- Vladimir Emelianov – lucrătorul la benzinărie
- Anatoli Reșenikov – Martin
- Victor Miagki – Karl Evers
- Serghei Petrov – Gärtner
- Jan Melnikov – Kurt, soldatul neamț
- Emma Sidorova – Lora
- Evgheni Baliev – un provocator
- Gheorghi Kozakovski – Lemke
- Veaceslav Boleslavski –
- Evghenia Opalova

## Lansare
A fost lansat în anul 1960 și a avut parte de mare succes comercial, fiind vizionat de 41,9 milioane de spectatori în cinematografele din Uniunea Sovietică.